# 내가 사랑하는 여동생
내가 사랑하는 여동생(일본어: 僕は妹に恋をする)은 일본의 만화가 아오키 코토미가 그린 일본 순정만화이다. 2005년 5월 OVA 애니메이션으로 각색되었으며, 2007년 1월 20일에는 마츠모토 준과 에이쿠라 나나 주연의 실사 드라마가 제작되었다.

## 등장 인물
- 유우키 요리(結城 頼): 남자 주인공. 유우키 이쿠의 쌍둥이 오빠이다. 겉으로 보기에는 지적이고 차가운 성향을 지닌 것처럼 보이지만, 사실은 마음이 굉장히 따뜻한 인물로 특히 여동생인 이쿠에게는 더욱 그러하다. 그는 어렸을 때부터 이쿠를 사랑했으며, 비록 근친상간이라는 터부 때문에 괴로워하였지만, 결국 이쿠와 연인으로 발전하게 된다. 이야기 중반부에 이르러 요리는 사실 이쿠의 이란성 쌍둥이 오빠로서 그의 진짜 아버지는 현재 유우키 남매의 아버지의 가장 친한 친구로서 유우키 남매의 어머니를 강간했던 자였음이 밝혀진다. 나중에 부모에게 그들의 관계를 들키자 가출하여 한 성당에서 기도하기 전까지 보통 연인처럼 행동하였다. 결국 요리는 이쿠와 헤어지기로 결심하고, 서로 떨어져 지내면 시간이 흐르면서 사랑의 감정이 사라질 것이라고 생각하고 이쿠에게 한마디 말도 없이 그녀를 떠났다. 10년 후, 요리는 이쿠와 재회하게 되고 아직도 그녀를 사랑하고 있음을 말하게 된다.
- 유우키 이쿠(結城 郁): 여자 주인공. 유우키 요리의 쌍둥이 여동생이다. 요리와는 대조적으로 다소 둔하고 어리바리하지만, 한번 마음먹은 것은 꼭 해내고야 마는 정신의 소유자이다. 그녀는 요리를 무척 따르고 좋아하였으며, 그로부터 사랑 고백을 받고 큰 충격을 받았다. 처음에는 오빠의 고백을 받아들여야 할지 아니면 그와 영영 관계를 끊어야 할지를 놓고 갈등하였다. 그녀는 결국 요리는 남자로서 사랑하기로 결심하고 그와 연인관계가 된다. 한편으로 그녀는 자신들의 관계가 그렇게 큰 잘못인지에 대해서 회의감을 품기도 한다. 이야기 중반부에 이르러 이쿠는 사실 요리와 자신이 이란성 쌍둥이 남매라는 사실을 알게 된다. 그녀는 요리와의 예상치 못한 이별과 야노의 고백에도 불구하고, 요리야말로 자신이 사랑하는 유일한 사람이라고 말하고 그를 찾아 나서겠다고 맹세한다. 마지막 장면에서 두 사람은 재회하게 되면서 연인관계를 지속하기로 하는 것으로 나온다.
- 야노 하루카(矢野 立芳): 고등학생 시절부터 요리의 가장 친한 친구. 요리와 마찬가지로 지성적이면서도 약간 비뚤어진 태도를 가진 캐릭터이다. 그는 요리와 이쿠 남매의 근친상간에 대해 알면서도 비밀로 지킨다. 요리가 떠난 후, 그는 나중에 이쿠를 좋아하게 되어 그녀에게 청혼까지 했지만 거절당한다.